# Le Ménil-Broût
Le Ménil-Broût è un comune francese di 170 abitanti situato nel dipartimento dell'Orne nella regione della Normandia.

## Storia

### Simboli
Lo stemma comunale è stato adottato nel 2020.

## Società

### Evoluzione demografica
Abitanti censiti